# Chelisa Chester
Chelisa Chester (ur. 6 stycznia 1973) – australijska judoczka. Zdobyła trzy medale na mistrzostwach Oceanii w latach 2002 - 2006. Wicemistrzyni Australii w 2004 i 2005 roku.